# Компель (Слупецький повіт)
Компель (пол. Kąpiel) — село в Польщі, у гміні Островіте Слупецького повіту Великопольського воєводства.
Населення — 274 особи (2011).
У 1975-1998 роках село належало до Конінського воєводства.

## Демографія
Демографічна структура станом на 31 березня 2011 року:
|          | Загалом | Допрацездатний вік | Працездатний вік | Постпрацездатний вік |
| -------- | ------- | ------------------ | ---------------- | -------------------- |
| Чоловіки | 136     | 27                 | 92               | 17                   |
| Жінки    | 138     | 35                 | 69               | 34                   |
| Разом    | 274     | 62                 | 161              | 51                   |